# The Grand Tour (programma televisivo)
The Grand Tour è stato un programma televisivo relativo ai motori trasmesso dal servizio di video on demand Prime Video e presentato da Jeremy Clarkson, Richard Hammond e James May.

## Produzione

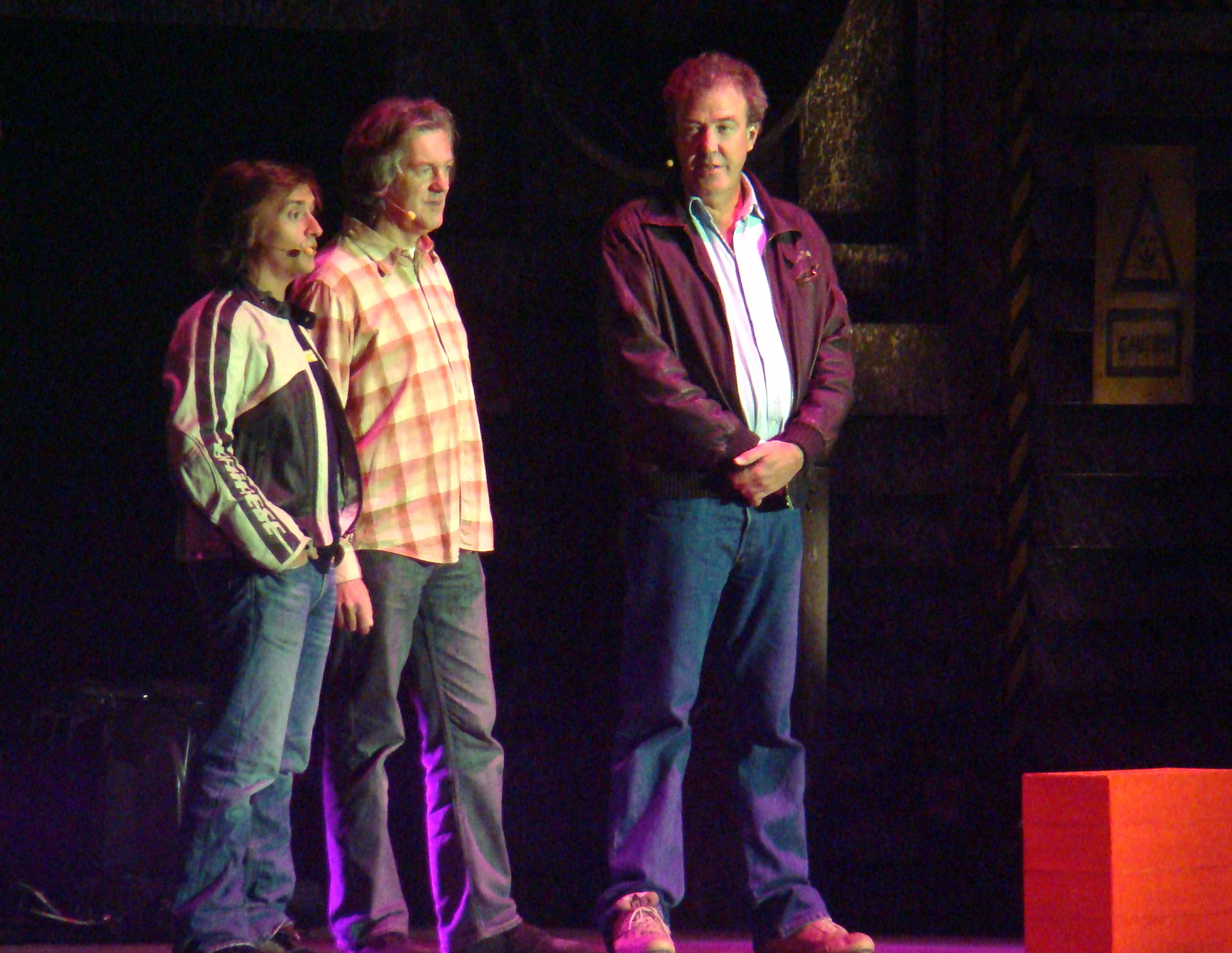
I presentatori Richard Hammond, James May e Jeremy Clarkson.

Jeremy Clarkson, Richard Hammond e James May sono stati per diversi anni presentatori del programma televisivo Top Gear su BBC Two. Nel marzo 2015 Clarkson venne licenziato dalla BBC, e Hammond, May e il produttore esecutivo Andy Wilman decisero di lasciare anch'essi la trasmissione per creare un nuovo programma insieme a Clarkson.
Nel giugno 2015 venne riportato che Netflix, Amazon.com e ITV erano interessati ad acquistare il nuovo programma. Nel luglio 2015 Amazon raggiunse un accordo con Clarkson, Hammond, May e Wilman per trasmettere il programma sul suo servizio di video on demand Amazon Prime Video, ordinando 36 episodi da trasmettere nel corso di tre anni. Nel maggio 2016 venne annunciato il titolo del programma.
Similmente alla struttura di Top Gear, il programma presenta dei segmenti in studio di fronte a un pubblico. Le riprese in studio della prima stagione si sono tenute in diverse location in tutto il mondo: Lucerne Valley, Johannesburg, Whitby, Rotterdam, Kakslauttanen, Stoccarda, Nashville, Loch Ness e Dubai.
La serie ha debuttato il 16 novembre 2016. Gli episodi sono stati pubblicati settimanalmente in esclusiva per gli abbonati al servizio Amazon Prime Video. Inizialmente, la serie era disponibile solo nel Regno Unito, negli Stati Uniti d'America, in Germania, in Austria ed in Giappone, mentre dal dicembre 2016 il programma è disponibile in oltre 195 Paesi.
L'anteprima della seconda stagione è stata mandata in onda il 7 dicembre 2017 al Motorshow di Bologna.
Il 18 dicembre 2018 è stato annunciato che la serie verrà rinnovata per la quarta stagione, che, a differenza delle precedenti, non comprenderà i segmenti di programma registrati in studio.
Il 13 dicembre 2019 viene pubblicato lo speciale The Grand Tour Presents: Seamen. In questo speciale i tre conduttori affrontano un'avventura non a bordo di auto, come di consueto, ma a bordo di barche lungo il fiume Mekong.
Il 14 giugno 2020 Jeremy Clarkson annuncia durante un evento di beneficenza online, che lo speciale Madagascar è pronto ed è stato consegnato ad Amazon.
Il 17 dicembre 2020 viene pubblicato lo speciale The Grand Tour Presents: A Massive Hunt, ambientato in Madagascar, in cui i presentatori vanno alla ricerca del tesoro pirata che un tempo apparteneva ad Olivier Levasseur meglio conosciuto con il nome di La Buse.
Il 30 luglio 2021 viene pubblicato lo speciale The Grand Tour Presents: Lockdown girato in Inghilterra e Scozia a bordo di auto americane durante la pandemia di COVID-19.
Il 17 dicembre 2021 viene pubblicato lo speciale The Grand Tour Presents: Carnage A Trois in cui il trio testa auto francesi in un viaggio attraverso il Galles e l'Inghilterra. Con questa puntata si chiude la quarta edizione del programma.
Il 6 settembre 2022 viene annunciata la quinta stagione del programma. Il 16 settembre 2022 viene pubblicato il primo episodio intitolato The Grand Tour Presents: A Scandi Flick. Il trio viaggia attraverso la Scandinavia a bordo di berline ispirate ai rally.
Il 16 giugno 2023 viene pubblicato lo speciale The Grand Tour Presents: Eurocrash dove i tre presentatori viaggiano attraverso l'Europa dell'Est a bordo di auto bizzarre.
A dicembre 2023 Jeremy Clarkson, Richard Hammond e James May annunciano l'addio alla serie; Il 16 febbraio viene pubblicato lo speciale The Grand Tour Presents: Sand Job, in cui viaggiano in Zimbabwe, Mauritania e Senegal.
Dopo 22 anni di collaborazione, sia in Top Gear che con The Grand Tour, il trio intraprende l'ultimo viaggio attraversando lo Zimbabwe a bordo delle auto che hanno sempre voluto avere. Questo ultimo speciale è stato pubblicato il 13 settembre 2024 ed è intitolato The Grand Tour Presents: One For The Road.

### Tenda
Il luogo dello studio-tenda è variato durante la prima serie, spostandosi in diversi paesi del mondo mentre è rimasto in Inghilterra nel corso della seconda. Nel settembre 2017 il West Oxfordshire District Council ha dato il permesso per filmare per tre mesi da una tenda fissa a Great Tew vicino a Chipping Norton. 200 spazi per parcheggi, già usati per ospitare il Cornbury Music Festival nello stesso luogo, sarebbero stati usati per ospitare 350 ospiti a settimana, più 80 membri dello staff. Le riprese della seconda serie sono state effettuate tra ottobre e dicembre 2017.

### Nome
Il nome della trasmissione, The Grand Tour, venne annunciato l'11 maggio 2016. Il logo del programma venne svelato da Clarkson su Twitter il 28 giugno 2016.
C'è stata speculazione sul fatto che lo show potesse esser chiamato Gear Knobs, ma Clarkson disse che quello non sarebbe stato il nome (ottobre 2015). Spiegò nell'aprile 2016 che la parola "Gear" non poteva essere utilizzata per ragioni legali. Un trailer, ritraente Clarkson, Hammond e May che discutono sulla scelta del nome del programma, è uscito l'8 aprile 2016.
Un altro trailer è stato postato da Clarkson su Facebook, ritraente, nuovamente, i tre conduttori che cercano un nome adatto per il programma. Ma questa volta finiscono con il distrarsi e dimenticarsi completamente dell'obiettivo prefissato. Dopo poco, un altro trailer è stato distribuito sul canale YouTube di Amazon Video UK.

## Episodi
| Edizione         | Puntate | Prima pubblicazione | Prima pubblicazione |
| Edizione         | Puntate | Inizio di stagione  | Finale di stagione  |
| ---------------- | ------- | ------------------- | ------------------- |
| Prima edizione   | 13      | 18 novembre 2016    | 3 febbraio 2017     |
| Seconda edizione | 11      | 8 dicembre 2017     | 16 febbraio 2018    |
| Terza edizione   | 14      | 18 gennaio 2019     | 12 aprile 2019      |
| Quarta edizione  | 4       | 13 dicembre 2019    | 17 dicembre 2021    |
| Quinta edizione  | 3       | 16 settembre 2022   | 16 febbraio 2024    |
| Sesta edizione   | 1       | 13 settembre 2024   | 13 settembre 2024   |

## Segmenti del programma

### Circuito di prova

La mappa dell'Eboladrome

Il programma dispone di un apposito circuito di prova chiamato Eboladrome, situato presso l'ex aeroporto RAF di Wroughton, vicino a Swindon, in Inghilterra. Come dichiarato da Clarkson nel corso del primo episodio della serie, il nome dello stesso deriva dalla sua forma, ritenuta molto simile alla struttura del virus Ebola.
Sempre secondo Clarkson, è stato progettato per "ingannare le auto". I nomi delle differenti sezioni della pista includono "Isn't straight" (l'anti-rettilineo), "Your name here" (metti il tuo nome), "Old lady's house" (casa della vecchia signora), "Sub-station" (centrale elettrica) e "Field of sheep" (campo di pecore). Nel primo episodio si è affermato che la conformazione del circuito è stata modificata in seguito al rinvenimento di una bomba inesplosa risalente ai tempi della seconda guerra mondiale.
Nella prima stagione le auto venivano provate dal pilota NASCAR Mike Skinner, soprannominato "l'americano". Secondo i presentatori, l'assunzione di Skinner in qualità di test driver è stata un obbligo contrattuale imposto da Amazon.com. Skinner commenta in modo ironico l'auto sotto esame e considera "comunista" qualsiasi auto non americana che non abbia un V8 montato anteriormente. Dalla seconda stagione la test driver è Abbie Eaton, pilota inglese che al contrario svolge i propri giri in silenzio.
La prima macchina a percorrere la pista è stata una BMW M2 del 2016, guidata da Skinner, fissando un tempo di 1 minuto e 26,2 secondi. Una Ferrari 488 è stata usata per effettuare una dimostrazione del circuito, ma la Ferrari non ha autorizzato il programma a cronometrarla.
Tabella dei tempi fatti registrare dalle auto nel circuito di prova
| Auto                                              | Tempo  | Episodio     |
| ------------------------------------------------- | ------ | ------------ |
| McLaren Senna                                     | 1:12.9 | 25           |
| NIO EP9                                           | 1:15.0 | 30           |
| Aston Martin Vulcan                               | 1:15.5 | 2            |
| Lamborghini Huracán LP 640-4 Performante          | 1:16.8 | 20           |
| Ford GT                                           | 1:17.6 | 21           |
| McLaren 650S (con gomme da pista)                 | 1:17.9 | non mostrato |
| McLaren 720S                                      | 1:17.9 | 17           |
| Mercedes AMG GT R                                 | 1:18.7 | 15           |
| Audi R8 V10 Plus                                  | 1:19.2 | non mostrato |
| Jaguar XE SV Project 8                            | 1:19.3 | 28           |
| Aston Martin Vantage                              | 1:20:4 | 33           |
| BMW M5 (NEW)                                      | 1:20,4 | 31           |
| Porsche 911 GT3 RS                                | 1:20.4 |              |
| Nissan GT-R                                       | 1:21.2 | non mostrato |
| Porsche 911 C2S                                   | 1:21.4 | non mostrato |
| Alpina B5                                         | 1:21,6 |              |
| Mat Stratos                                       | 1:21:6 | 35           |
| BMW M4 GTS                                        | 1:22.4 | 4            |
| Porsche 718 Boxster S                             | 1:23.4 | non mostrato |
| Alpine A110                                       | 1:23.7 | 29           |
| BMW M5 (OLD)                                      | 1:24.2 | non mostrato |
| BMW M3                                            | 1:24.3 | non mostrato |
| Honda NSX (circuito bagnato)                      | 1:26.0 | 9            |
| BMW M2                                            | 1:26.2 | 1            |
| Delta futurista                                   | 1:26:8 | 35           |
| Alfa Romeo Giulia Quadrifoglio (circuito bagnato) | 1:27.1 | 10           |
| Honda Civic Type R                                | 1:28.2 | non mostrato |
| Ford Focus RS                                     | 1:28.4 | 6            |
| Lexus GS-F (circuito umido)                       | 1:29.6 | 12           |
| Tesla Model X                                     | 1:29.6 | non mostrato |
| Ford Mustang GT                                   | 1:29.6 | 6            |
| Lamborghini Countach (circuito bagnato)           | 1:31:8 | 34           |
| Ford Fiesta ST200                                 | 1:32.8 | non mostrato |
| Bugatti EB 110 Super Sport (circuito bagnato)     | 1:32.8 | 22           |
| Abarth 124 Spider (circuito bagnato)              | 1:33.7 | 11           |
| Jaguar XJ220 (circuito bagnato)                   | 1:35.1 | non mostrato |
| Ferrari Testarossa (circuito bagnato)             | 1:37:4 | 34           |
| Volkswagen Up! GTi (circuito bagnato)             | 1:39.7 | 18           |

### Conversation Street (Il viale della chiacchierata)
Nel corso di tale sezione del programma, Clarkson, Hammond e May discutono di notizie relative alle auto. La sigla di apertura del "viale della chiacchierata" è diversa per ogni puntata, sebbene in essa siano sempre presenti le sagome dei tre presentatori, i quali sono generalmente seduti su degli sgabelli con uno sfondo di colore bianco posto alle loro spalle; ogni volta che Jeremy vuole parlare dell'Alfa Romeo Giulia Quadrifoglio, i suoi colleghi si inventano qualcosa per impedirgli di dirlo perché pensa che quest'auto sia la migliore secondo lui.

### Celebrity Brain Crash (Le celebrità si spaccano il cervello)
Nella prima stagione, Clarkson, Hammond e May invitano una o più celebrità a partecipare a un gioco di abilità in trasmissione, mai specificato nel funzionamento, tuttavia durante lo scenografico ingresso nella tenda (lanci col paracadute, hovercraft, jet-sky, etc.), le celebrità finivano sempre col il morire in tragici incidenti, sono comparsi in questo segmento Jeremy Renner, Simon Pegg, Jimmy Carr, i Golden Earring, Brian Johnson, Chris Hoy, Tim Burton e Daniel Ricciardo.
Questa sezione del programma non è più presente nelle stagioni successive.

### Celebrity Face-off (Confronto tra celebrità)
Nella seconda stagione, Clarkson invitava due celebrità dello stesso campo per decretare quali dei due è il più veloce in pista guidando una Jaguar F-Type.
Questa sezione del programma non è più presente nel programma nella terza stagione.

## Doppiatori
Le voci italiane dei presentatori di The Grand Tour sono di: Fabrizio Pucci (Jeremy), Alberto Angrisano (James), e Fabrizio Manfredi (Richard).